# Jeleni
Jeleni (znanstveno ime Cervidae) so družina sodoprstih kopitarjev. Prvič so se pojavili v začetku oligocena. Najmanjši predstavnik je severni pudu, ki tehta največ 6 kg, največji pa je los, ki zraste do 800 kg. Samci imajo na glavi razvejano rogovje, ki požene na nastavkih čelnice. Rogovje vsako leto odpade, na njegovem mestu pa zraste novo, večje. Rast rogovja uravnava moški spolni hormon testosteron, tako da so samice brez rogovja. Edinole pri severnem jelenu sta rogata oba spola.

## Zobje
Zobje jelenov imajo nizke zobne krone. Zgornja podočnika sta navadno bolj ali manj zakrnela, spodnja pa sta po obliki podobna sekalcem. Ponavadi so rjave barve.

## Prebavila
Prebavilo je močno specializirano za prehranjevanje z nizkokaloročno in težko prebavljivo rastlinsko hrano. Želodec je štiridelen, kar je značilno za vse prežvekovalce. Hrana najprej potuje v vrečast vamp. Ko žival počiva, gre v kapico, kjer se sprime v kepe, katere potujejo po požiralniku nazaj v usta. Žival sedaj hrano dobro prežveči in premeša s slino. Ta redka hrana sedaj potuje po požiralniku nazaj v tretji del želodca, imenovan devetogub, odtod pa v siriščnik, ki šele izloča prebavne sokove.

## Sistematika
Na svetu živi približno 34 vrst jelenov, ki se delijo na dve večji skupini: jelene Starega sveta, ki vključujejo poddružini Muntiacinae in Cervinae, ter jelene Novega sveta, ki vključujejo poddružini Hydropotinae in Capreolinae. Razdelitev se nanaša na njihovo poreklo, in ne na njihovo sedanjo razširjenost: Hydropotes inermis, na primer, je jelen Novega sveta ampak ga danes najdemo le na Kitajskem in v Koreji.
Obstaja prepričanje, da so se jeleni Novega sveta verjetno razvili pred petimi milijoni leti v gozdovih Severne Amerike in Sibirije, jeleni Starega sveta pa v Aziji.
- Poddružina Hydropotinae
  - Hydroptes inermis (močvirski srnjak)
- Poddružina Muntiacinae (muntjaki)
  - Muntiacus atherodes
  - Muntiacus crinifrons (črni muntjak)
  - Muntiacus feae (tajski muntjak)
  - Muntiacus gongshanensis
  - Muntiacus muntjac (indijski muntjak)
  - Muntiacus putaoensis
  - Muntiacus reevesi (kitajski muntjak)
  - Muntiacus trungsonensis
  - Muntiacus vuquangensis
  - Elaphodus cephalophus (čopasti jelen)
- Poddružina Cervinae (pravi jeleni)
  - Cervus elaphus (navadni jelen ali tudi rdeči jelen)
  - Cervus affinis
  - Cervus canadensis (kanadski jelen ali vapiti)
  - Cervus albirostris (tibetanski jelen)
  - Cervus nippon (sika)
  - Cervus duvaucelii (močvirski jelen)
  - Cervus schomburgki (izumrl leta 1938)
  - Cervus eldii (lirasti jelen ali tamin)
  - Cervus unicolor (zambar)
  - Cervus timorensis (timorski jelen)
  - Cervus mariannus
  - Cervus alfredi
  - Axis axis (čital)
  - Axis porcinus (svinjski jelen)
  - Axis calamianensis (kalamijanski ali filipinski jelen)
  - Axis kuhlii (Kuhlov jelen)
  - Elaphurus davidianus (milu)
  - Dama dama (damjak, tudi damjek ali jelen lopatar)
- Poddružina Odocoileinae
  - Odocoileus virginianus (belorepi ali virginijski jelen)
  - Odocoileus hemionus (mulasti jelen)
  - Blastocerus dichotomus (močvirski jelen)
  - Ozotoceros bezoarticus (pampski jelen)
  - Mazama americana (veliki rdeči šilar)
  - Mazama bricenii
  - Mazama chunyi (pritlikavi šilar)
  - Mazama gouazoubira (Brownov šilar)
  - Mazama nana
  - Mazama pandora
  - Mazama rufina (mali rdeči šilar)
  - Pudu mephistophiles (ekvadorski pudu)
  - Pudu pudu (čilski pudu)
  - Hippocamelus antisensis (perujski viličasti jelen ali perujski huemul)
  - Hippocamelus bisulcus (čilski viličasti jelen ali čilski huemul)
  - Capreolus capreolus (srnjak)
  - Capreolus pygargus (azijski srnjak ali sibirski srnjak)
  - Rangifer tarandus (severni jelen ali karibu)
  - Alces alces (los)